# Nick Nolte
Nicholas King Nolte (Omaha, Nebraska, 1941. február 8. –) Golden Globe-díjas amerikai színész.

## Fiatalkora és tanulmányai
Nolte a nebraskai Omahában született. Anyja, Helen áruházi árubeszerző, apja, Franklin A Nolte (német származású), öntözőszivattyú-eladóként dolgozott. Nolte az Omaha Benson High Schoolba járt, ahol a helyi futballcsapatban játszott, de kirúgták, mert gyakorlat helyett sört ivott. Azután a Westside High Schoolra járt, Omahában folytatta az iskolát, hogy aztán az Arizona State Universityre járhasson labdarúgó-ösztöndíjjal. A főiskola mellett a Falstaff Brewerynél dolgozott. A munkaidő után a Pasadena Playhouse és Stella Adler Academynél Los Angelesben azzal töltött több évet, hogy beutazta az országot és a területi színházakban dolgozott.

## Pályafutása
Az 1960-as évek végén és az 1970-es évek elején modellkedett. Egy 1972-es nemzeti magazin hirdetésben megjelent egy farmernadrágban és egy nyitott farmeringben, Clairol Summer Blonde hajstílusban, miközben egy farönkön a szőke Sigourney Weaver mellett ült. 1992-ben a People Magazine's megválasztotta a legszexisebb élő férfinek.
Nolte-ra a kritikusok az 1976-os, Irwin Shaw 1969-ben megjelent, azonos című regénye alapján készült Gazdag ember, szegény ember című minisorozatban figyeltek fel. Első jelentős filmszerepe 1977-ben A mélység című kalandfilmben volt, melyben olyan színészekkel szerepelt együtt, mint Jacqueline Bisset és Robert Shaw. Ezt követték a Ki állítja meg az esőt? (1978) és a Peter Gent regénye alapján készült Futball cirkusz (1979). A 48 óra (1982) című film erősen segítette a karrierjét, csakúgy, mint a főszereplő Eddie Murphynek. Nolte az 1980-as évek folyamán több főszerepet is kapott: a Tűzvonalban (1983) című thrillerben Gene Hackmannel, a Koldusbottal Beverly Hills-ben (1986) vígjátékban Richard Dreyfussszal és Bette Midlerrel játszott, de feltűnt a Különös kegyetlenséggel (1987) és a New York-i történetek (1989) című filmekben is.
Az 1990-es évek elején újra Murphyvel dolgozott, a Megint 48 óra (1990) című akciófilmben. Talán a legnagyobb filmsikere az 1991-es Hullámok hercege volt, melyben Barbra Streisanddal játszott. Alakításáért Golden Globe-díjat kapott, és első alkalommal jelölték Oscar-díjra a legjobb főszereplő kategóriában. Majd újra Martin Scorsesével dolgozott együtt a Cape Fear – A rettegés fokában Robert De Niróval és Jessica Lange-gal. Ezután olyan filmekben játszott, mint a Lorenzo olaja, a Mulholland – Gyilkos negyed (1996), és az Afterglow (1997). Noltet ismét a legjobb főszereplő kategóriában jelölték Oscar-díjra a Kisvárosi gyilkosság című filmért. A következő években inkább mellékszerepekben volt látható: Az őrület határán (1999) Hulk (2003) és Hotel Ruanda (2004). Komikus oldalát is megmutatta, amikor szerepelt a Trópusi vihar (2008) és az Arthur, a legjobb parti (2011) című filmekben.
2011-ben a Warrior – A végső menet című sportdrámában egy alkoholfüggőségben szenvedő exbokszolót alakított, olyan hitelességgel, hogy megkapta élete harmadik Oscar-díj-jelölését, azonban ezt sem tudta díjra váltani. Ugyanebben az évben a Befutó című sorozatban is részt vett, mely a sport világába nyújt betekintést és amelynek Michael Mann rendezte a pilot epizódját.
A 2013-as Gengszterosztagban Ryan Gosling, Josh Brolin és Sean Penn színésztársa volt.
Nolte olyan szerepeket nem kapott meg, mint az 1978-as Superman, vagy Harrison Ford szerepe az 1977-es klasszikus Csillagok háborújában.

## Érdekességek
- Visszautasította Indiana Jones szerepét (1981).
- Szerette volna eljátszani Willard kapitány szerepét az Apokalipszis mostban, de a szerepet Martin Sheen kapta meg.
- 25 kilót adott le a Hol az igazság? című filmben való szerepért.
- Jó barátja Jeff Bridges, Gary Busey és Don Johnson.

## Filmográfia

### Film
| Év   | Magyar cím                                        | Eredeti cím                              | Szerep                             | Magyar hang       |
| ---- | ------------------------------------------------- | ---------------------------------------- | ---------------------------------- | ----------------- |
| 1972 |                                                   | Dirty Little Billy                       | városi bandavezér                  |                   |
| 1973 | Motoros zsaru                                     | Electra Glide in Blue                    | hippi srác                         |                   |
| 1975 | Visszatérés Macon megyébe                         | Return to Macon County                   | Bo Hollinger                       |                   |
| 1976 |                                                   | Northville Cemetery Massacre             | Chris (hangja)                     |                   |
| 1977 | A mélység                                         | The Deep                                 | David Sanders                      | Haás Vander Péter |
| 1978 | Pokolról pokolra                                  | Who'll Stop the Rain                     | Ray Hicks                          | Tordy Géza        |
| 1978 | Pokolról pokolra                                  | Who'll Stop the Rain                     | Ray Hicks                          | Reviczky Gábor    |
| 1978 | Pokolról pokolra                                  | Who'll Stop the Rain                     | Ray Hicks                          | Kaszás Attila     |
| 1978 | Pokolról pokolra                                  | Who'll Stop the Rain                     | Ray Hicks                          | Haás Vander Péter |
| 1978 | Pokolról pokolra                                  | Who'll Stop the Rain                     | Ray Hicks                          | Törköly Levente   |
| 1979 | Futballcirkusz                                    | North Dallas Forty                       | Phillip Elliott                    | Vass Gábor        |
| 1980 | Dobogó szív                                       | Heart Beat                               | Neal Cassady                       |                   |
| 1982 | A kék öböl                                        | Cannery Row                              | Doc Eddie Daniels                  | Vass Gábor        |
| 1982 | 48 óra                                            | 48 Hrs.                                  | Jack Cates felügyelő               | Csernák János     |
| 1982 | 48 óra                                            | 48 Hrs.                                  | Jack Cates felügyelő               | Csernák János     |
| 1982 | 48 óra                                            | 48 Hrs.                                  | Jack Cates felügyelő               | Vass Gábor        |
| 1983 | Tűzvonalban                                       | Under Fire                               | Russell Price                      | Koroknay Géza     |
| 1983 | Tűzvonalban                                       | Under Fire                               | Russell Price                      | Tarján Péter      |
| 1984 | A végső megoldás                                  | Grace Quigley                            | Seymour Flint                      | Felföldi László   |
| 1984 | A végső megoldás                                  | Grace Quigley                            | Seymour Flint                      | Selmeczi Roland   |
| 1984 | Tanárok                                           | Teachers                                 | Alex Jurel                         | Haás Vander Péter |
| 1984 | Tanárok                                           | Teachers                                 | Alex Jurel                         | Vári Attila       |
| 1986 | Koldusbottal Beverly Hills-ben                    | Down and Out in Beverly Hills            | Jerry Baskin                       | Reviczky Gábor    |
| 1987 | Különös kegyetlenséggel                           | Extreme Prejudice                        | Jack Benteen Texas Ranger          | Jakab Csaba       |
| 1987 |                                                   | Weeds                                    | Lee Umstetter                      |                   |
| 1989 | Három szökevény                                   | Three Fugitives                          | Daniel James Lucas                 | Szakácsi Sándor   |
| 1989 | Isten veled, király!                              | Farewell to the King                     | Learoyd                            | Dörner György     |
| 1989 | Isten veled, király!                              | Farewell to the King                     | Learoyd                            | Jakab Csaba       |
| 1989 | New York-i történetek                             | New York Stories                         | Lionel Dobie                       | Bujtor István     |
| 1990 | Végzetes érdekek                                  | Everybody Wins                           | Tom O'Toole                        | Dörner György     |
| 1990 | Hol az igazság?                                   | Q&A                                      | Michael Brennan százados           | Vajda László      |
| 1990 | Megint 48 óra                                     | Another 48 Hrs.                          | Jack Cates felügyelő               | Bujtor István     |
| 1990 | Megint 48 óra                                     | Another 48 Hrs.                          | Jack Cates felügyelő               | Vass Gábor        |
| 1991 | Cape Fear – A rettegés foka                       | Cape Fear                                | Sam Bowden                         | Dörner György     |
| 1991 | Hullámok hercege                                  | The Prince of Tides                      | Tom Wingo                          | Reviczky Gábor    |
| 1992 | Lorenzo olaja                                     | Lorenzo's Oil                            | Augusto Odone                      | Szakácsi Sándor   |
| 1992 | A játékos                                         | The Player                               | önmaga (cameoszerep)               |                   |
| 1994 | Bármit megteszek                                  | I'll Do Anything                         | Matt Hobbs                         | Dörner György     |
| 1994 | Csont nélkül                                      | Blue Chips                               | Pete Bell edző                     | Ujréti László     |
| 1994 | A zűr bajjal jár                                  | I Love Trouble                           | Peter Brackett                     | Dörner György     |
| 1995 | Jefferson Párizsban                               | Jefferson in Paris                       | Thomas Jefferson                   |                   |
| 1996 | Mulholland – Gyilkos negyed                       | Mulholland Falls                         | Max Hoover hadnagy                 | Gáti Oszkár       |
| 1996 | Éj anyánk                                         | Mother Night                             | Howard Campbell                    | Vass Gábor        |
| 1996 | Éj anyánk                                         | Mother Night                             | Howard Campbell                    | Gáti Oszkár       |
| 1997 | Éjjeliőr a hullaházban                            | Nightwatch                               | Thomas Cray felügyelő              | Gáti Oszkár       |
| 1997 |                                                   | Afterglow                                | 'Lucky' Mann                       |                   |
| 1997 | Halálkanyar                                       | U Turn                                   | Jake McKenna                       | Vass Gábor        |
| 1997 | Kisvárosi gyilkosság                              | Affliction                               | Wade Whitehouse                    | Vass Gábor        |
| 1998 | Az őrület határán                                 | The Thin Red Line                        | Gordon Tall alezredes              | Reviczky Gábor    |
| 1999 | Bajnokok reggelije                                | Breakfast of Champions                   | Harry Le Sabre                     | Reviczky Gábor    |
| 1999 | Simpatico                                         | Simpatico                                | Vincent Webb                       | Ujréti László     |
| 2000 | Az aranyserleg                                    | The Golden Bowl                          | Adam Verver                        | Bács Ferenc       |
| 2000 |                                                   | Trixie                                   | Drumond Avery szenátor             |                   |
| 2001 | Szexuális mélyfúrások                             | Investigating Sex                        | Faldo                              | Tordy Géza        |
| 2002 | A jó rabló                                        | The Good Thief                           | Bob Montagnet                      | Sörös Sándor      |
| 2003 |                                                   | Northfork                                | Harlan atya                        |                   |
| 2003 | Hulk                                              | Hulk                                     | Dr. David Banner / Apa             | Reviczky Gábor    |
| 2004 | Gyönyörű ország                                   | The Beautiful Country                    | Steve                              |                   |
| 2004 | Tiszta                                            | Clean                                    | Albrecht Hauser                    | Vass Gábor        |
| 2004 | Hotel Ruanda                                      | Hotel Rwanda                             | Oliver ezredes                     | Vass Gábor        |
| 2005 | Sohaország                                        | Neverwas                                 | T.L. Pierson                       | Sörös Sándor      |
| 2006 | Túl a sövényen                                    | Over the Hedge                           | Vincent (hangja)                   | Ujlaki Dénes      |
| 2006 | Párizs, szeretlek!                                | Paris, je t'aime                         | Vincent                            | Reviczky Gábor    |
| 2006 | A békés harcos útja                               | Peaceful Warrior                         | Szókratész                         | Vass Gábor        |
| 2006 | Tíz nap szeptemberben                             | Quelques jours en septembre              | Elliott                            | Vass Gábor        |
| 2006 |                                                   | Off the Black                            | Ray Cook                           |                   |
| 2007 |                                                   | Chicago 10 (dokumentumfilm)              | Thomas Horan (hangja)              |                   |
| 2008 | Rejtélyes nyár                                    | The Mysteries of Pittsburgh              | Joe Bechstein                      |                   |
| 2008 | A Spiderwick krónikák                             | The Spiderwick Chronicles                | Mulgarath                          | Kristóf Tibor     |
| 2008 |                                                   | Nick Nolte: No Exit (dokumentumfilm)     | önmaga                             |                   |
| 2008 | Trópusi vihar                                     | Tropic Thunder                           | John 'Négylevelű' Tayback őrmester | Reviczky Gábor    |
| 2010 |                                                   | My Own Love Song                         | Caldwell                           |                   |
| 2010 |                                                   | Huxley on Huxley (dokumentumfilm)        | önmaga                             |                   |
| 2010 |                                                   | Arcadia Lost                             | Benerji                            |                   |
| 2010 | Kutyák és macskák: A rusnya macska bosszúja       | Cats & Dogs: The Revenge of Kitty Galore | Butch (hangja)                     | Dörner György     |
| 2011 | Arthur, a legjobb parti                           | Arthur                                   | Burt Johnson                       | Vass Gábor        |
| 2011 | A gondozoo                                        | Zookeeper                                | Bernie a gorilla (hangja)          | Dörner György     |
| 2011 | A gondozoo                                        | Zookeeper                                | Bernie a gorilla (hangja)          | Vass Gábor        |
| 2011 | Warrior – A végső menet                           | Warrior                                  | Paddy Conlon                       | Vass Gábor        |
| 2012 |                                                   | A puerta fría                            | Battleworth                        |                   |
| 2012 | A hallgatás szabálya                              | The Company You Keep                     | Donal Fitzgerald                   | Reviczky Gábor    |
| 2013 | Gengszterosztag                                   | Gangster Squad                           | Bill Parker rendőrfőnök            | Papp János        |
| 2013 | Parker                                            | Parker                                   | Hurley                             | Harsányi Gábor    |
| 2013 | Gyűlölet, barátság                                | Hateship, Loveship                       | Mr. McCauley                       | Papp János        |
| 2013 | A Cate McCall-per                                 | The Trials of Cate McCall                | Bridges                            | Vass Gábor        |
| 2014 | Noé                                               | Noah                                     | Shemjáza (hangja)                  | Vass Gábor        |
| 2014 |                                                   | Asthma                                   | farkasember (hangja)               |                   |
| 2015 |                                                   | A Walk in the Woods                      | Stephen Katz                       |                   |
| 2015 | Éjszakai hajsza                                   | Run All Night                            | Eddie Conlon                       | Papp János        |
| 2015 | Vissza a feladónak                                | Return to Sender                         | Mitchell Wells                     | Papp János        |
| 2015 | Nevetséges hatos                                  | The Ridiculous 6                         | Frank Stockburn                    |                   |
| 2018 | Az atya                                           | The Padre                                | Nemes                              | Barbinek Péter    |
| 2018 |                                                   | Head Full of Honey                       | Amadeus                            |                   |
| 2019 | Támadás a Fehér Ház ellen 3. – A védangyal bukása | Angel Has Fallen                         | Clay Banning                       | Ujréti László     |
| 2020 |                                                   | Last Words                               | Shakespeare                        |                   |
| 2022 | Emlékezetkiesés                                   | Blackout                                 | Ethan McCoy DEA-ügynök             |                   |
| 2025 |                                                   | The Golden Voice                         | Barry                              |                   |
| 2025 |                                                   | Die, My Love                             | Harry                              |                   |
| 2026 |                                                   | Crime 101                                |                                    |                   |

### Televízió
| Év        | Magyar cím                  | Eredeti cím                            | Szerep                       | Megjegyzések                                   |
| --------- | --------------------------- | -------------------------------------- | ---------------------------- | ---------------------------------------------- |
| 1969      |                             | Walt Disney's Wonderful World of Color | ismeretlen szerep            | 1 epizód                                       |
| 1973      |                             | Griff                                  | Billy Randolph               | 1 epizód                                       |
| 1973      |                             | Cannon                                 | Ron Johnson                  | 1 epizód                                       |
| 1973–1974 |                             | Medical Center                         | Tank / Lou                   | 2 epizód                                       |
| 1974      | San Francisco utcáin        | The Streets of San Francisco           | Alan Melder százados         | 1 epizód                                       |
| 1974      |                             | Emergency!                             | Fred                         | 1 epizód                                       |
| 1974      | A vád: emberölés            | Death Sentence                         | John Healy                   | - tévéfilm - magyar hangja: - Háda János       |
| 1974      |                             | The Rookies                            | Tommy                        | 1 epizód                                       |
| 1974      |                             | Toma                                   | Wally                        | 1 epizód                                       |
| 1974      |                             | Chopper One                            | Bob                          | 1 epizód                                       |
| 1974      |                             | Gunsmoke                               | Barney Austin                | 1 epizód                                       |
| 1974      |                             | Winter Kill                            | Dave Michaels                | tévéfilm                                       |
| 1974      | A kaliforniai kölyök        | The California Kid                     | Buzz Stafford                | - tévéfilm - magyar hangja: - Balázsi Gyula    |
| 1974–1975 |                             | Barnaby Jones                          | Paul Barringer / Mark Rainey | 2 epizód                                       |
| 1975      |                             | Adams of Eagle Lake                    | Jerry Troy rendőr            | 2 epizód                                       |
| 1976      | Gazdag ember, szegény ember | Rich Man, Poor Man                     | Tom Jordache                 | minisorozat (9 epizód)                         |
| 2011      |                             | Ultimate Rush                          | narrátor (hangja)            | dokumentumsorozat                              |
| 2011–2012 | Befutó                      | Luck                                   | Walter James Smith           | 10 epizód                                      |
| 2014      |                             | Gracepoint                             | Jack Reinhold                | minisorozat (6 epizód)                         |
| 2016–2017 |                             | Graves                                 | Richard Graves elnök         | főszereplő (20 epizód)                         |
| 2019      | A Mandalóri                 | The Mandalorian                        | Kuiil (hangja)               | - 3 epizód - magyar hangja: - Borbiczki Ferenc |
| 2020      |                             | Paradise Lost                          | Forsythe bíró                | főszereplő (10 epizód)                         |
| 2023      | Poker Face                  | Poker Face                             | Arthur Liptin                | 1 epizód                                       |

## Fontosabb díjak és jelölések

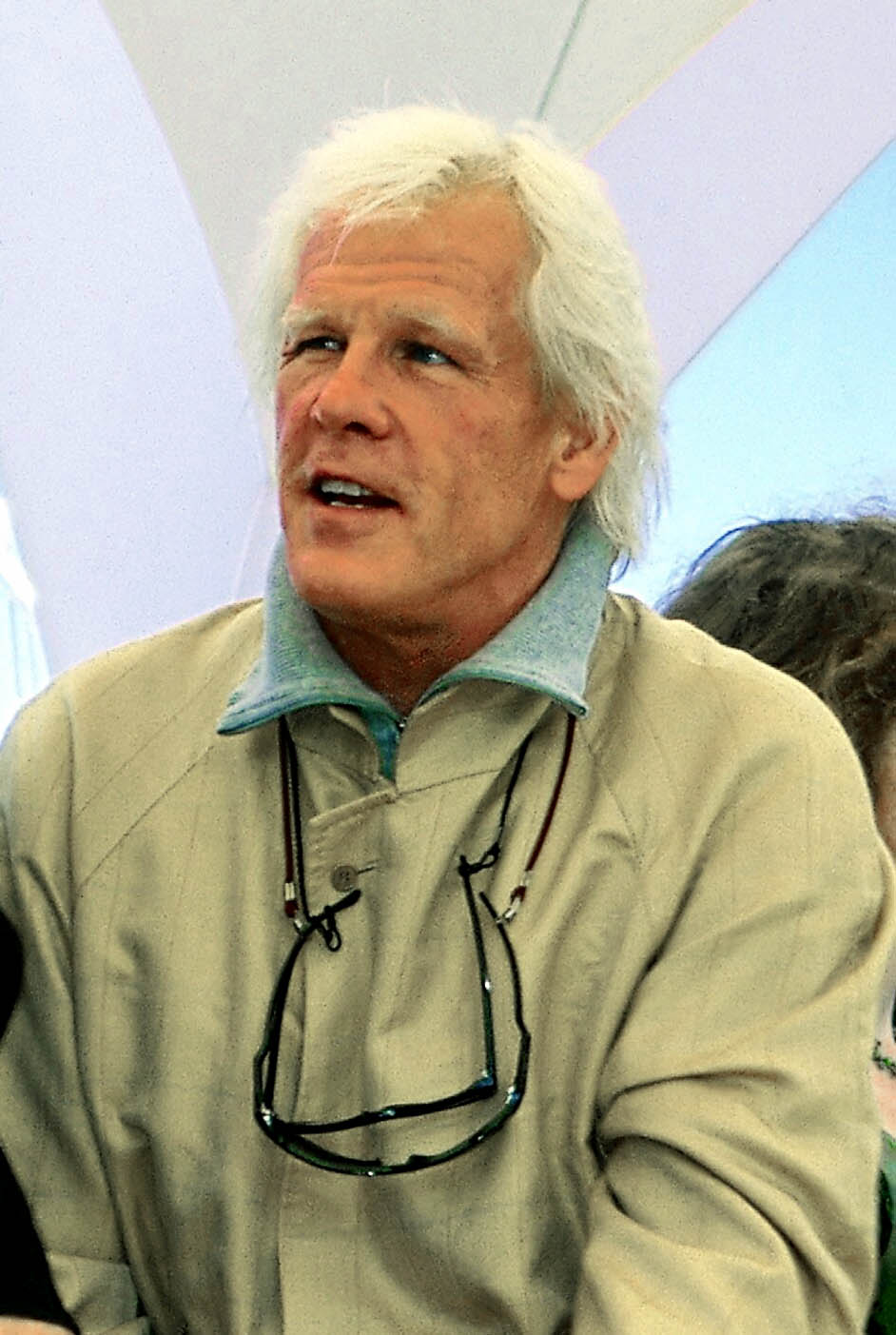
A 2000-es Cannes-i fesztiválon

| Díj                     | Kategória                                                | Év   | Jelölt mű                   | Eredmény | Ref.   |
| ----------------------- | -------------------------------------------------------- | ---- | --------------------------- | -------- | ------ |
| Oscar-díj               | Legjobb férfi főszereplő                                 | 1992 | Hullámok hercege            | Jelölve  |        |
| Oscar-díj               | Legjobb férfi főszereplő                                 | 1999 | Kisvárosi gyilkosság        | Jelölve  |        |
| Oscar-díj               | Legjobb férfi mellékszereplő                             | 2012 | Warrior – A végső menet     | Jelölve  |        |
| Primetime Emmy-díj      | Legjobb férfi főszereplő (minisorozat vagy tévéfilm)     | 1976 | Gazdag ember, szegény ember | Jelölve  | [ 10 ] |
| Golden Globe-díj        | Legjobb férfi főszereplő (drámasorozat)                  | 1977 | Gazdag ember, szegény ember | Jelölve  | [ 11 ] |
| Golden Globe-díj        | Legjobb férfi főszereplő (filmdráma)                     | 1988 | Weeds                       | Jelölve  | [ 11 ] |
| Golden Globe-díj        | Legjobb férfi főszereplő (filmdráma)                     | 1992 | Hullámok hercege            | Elnyerte | [ 11 ] |
| Golden Globe-díj        | Legjobb férfi főszereplő (filmdráma)                     | 1999 | Kisvárosi gyilkosság        | Jelölve  | [ 11 ] |
| Golden Globe-díj        | Legjobb férfi főszereplő (musical- vagy vígjátéksorozat) | 2016 | Graves                      | Jelölve  | [ 11 ] |
| Screen Actors Guild-díj | Legjobb férfi főszereplő                                 | 1999 | Kisvárosi gyilkosság        | Jelölve  |        |
| Screen Actors Guild-díj | Legjobb szereplőgárda (mozifilm)                         | 2005 | Hotel Ruanda                | Jelölve  |        |
| Screen Actors Guild-díj | Legjobb férfi mellékszereplő                             | 2012 | Warrior – A végső menet     | Jelölve  |        |